# Château d'Isenbourg
 (mars 2021).
Si vous disposez d'ouvrages ou d'articles de référence ou si vous connaissez des sites web de qualité traitant du thème abordé ici, merci de compléter l'article en donnant les références utiles à sa vérifiabilité et en les liant à la section « Notes et références ».
Le château d'Isenbourg est un château situé dans la commune de Rouffach, dans le Haut-Rhin (France). Maintenant un hôtel, il était autrefois une imposante forteresse qui dominait toute la ville.

## Histoire
Avant que le château ne fût construit, il existait sûrement une ancienne maison de noble qui dominait le village durant tout le début du Moyen-âge. C'est seulement plus tard que les rois d'Austrasie construisirent un château sur cet emplacement très favorable car placé sur une colline qui domine la ville de Rouffach[source insuffisante].
En 1278, Conrad de Lichtenberg restaura le château. Il fut ensuite agrandi par Henri de Blankenheim. Mais au milieu du XVIIe siècle, un archiduc entreprend de construire un tout nouveau château, juste au nord de l'ancien en forme de fer à cheval[source insuffisante].
Mais en 1751, le grand chapitre de la cathédrale prend la décision de raser le château. Il fut ensuite vendu comme bien national à la Révolution. Les restes du château furent détruits par Xavier Jourdain qui le remplaça par une maison de campagne.
De 1880 à 1895, Xavier Ostermeyer fit construire le château actuel,.[source insuffisante]